# Connarus bracteoso-villosus
Connarus bracteoso-villosus är en tvåhjärtbladig växtart som beskrevs av E. Forero. Connarus bracteoso-villosus ingår i släktet Connarus och familjen Connaraceae. Inga underarter finns listade i Catalogue of Life.